# Montenegró külkapcsolatai

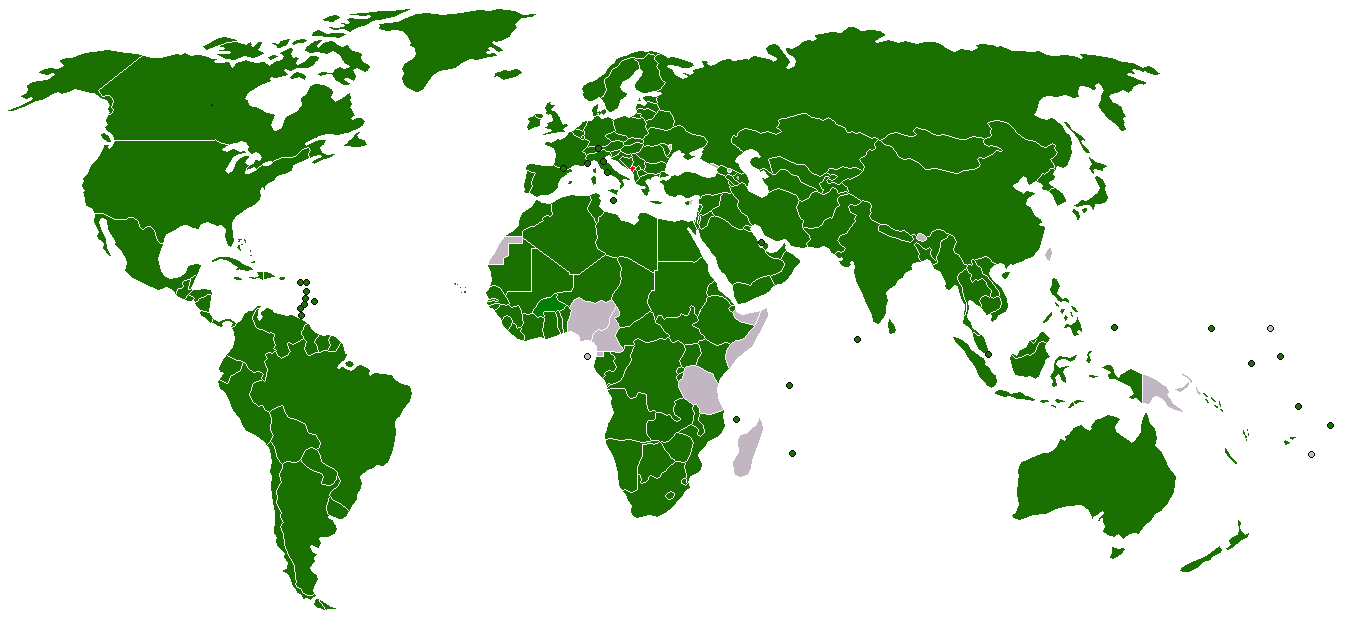
A Montenegrót (piros) elismerő államok.
elismerés és diplomáciai kapcsolat
elismerés

Ez a lista azoknak az államoknak vagy szervezeteknek a felsorolása, amelyek elismerték Montenegró függetlenségét.
Montenegró 1991-ig a Jugoszláv Szocialista Szövetségi Köztársaság 6 tagállamának egyike volt. Jugoszlávia szétesése után 1992-ben létrejött a Jugoszláv Szövetségi Köztársaság, melynek két tagállama Montenegró és Szerbia voltak. 2003-ban ez átalakult Szerbia és Montenegró Államközösségévé, amely a két állam laza szövetségén alapult.
2006. május 21-én, az EU-val három évvel korábban aláírt átmeneti egyezmény menetrendjének megfelelően népszavazást rendeztek arról, hogy Montenegró továbbra is része legyen-e Szerbia és Montenegró államszövetségnek, vagy függetlenedjen tőle. Az Európai Unió 55%-os küszöbhöz kötötte a montenegrói függetlenség lehetőségét. A referendum eredménye szerint a montenegrói lakosok 55,5%-a szavazott a Szerbiától való függetlenségre. A különválás hivatalosan 2006. június 3-án lépett életbe, az Európai Unió Külügyminiszteri Tanácsa pedig 2006. június 12-én ismerte el. Az ország 2006. június 28-án csatlakozott az ENSZ-hez.
Montenegró ezzel a világ 194. államává vált.
Szerbia ekkor nem tett semmit Montenegró függetlenségének megakadályozására, tudomásul vette az államszövetség megszűnését.
Az Európai Unió és az az Amerikai Egyesült Államok 2006. június 12-én ismerte el az új államot. Oroszország június 10-én, az Egyesült Királyság és Franciaország június 13-án, az ENSZ Biztonsági Tanácsának másik állandó tagja, Kínai Népköztársaság pedig június 14-én.
2020. február végéig 181 ENSZ tagállam és négy további állam (a Vatikán, a Szuverén Máltai Lovagrend, Koszovó és a Palesztin Nemzeti Hatóság) ismerte el független államnak Montenegrót.

## Montenegrót elismerő államok

### ENSZ-tagállam országok (181)
|      | Állam                                            | Elismerés dátuma | Diplomáciai kapcsolat dátuma | Megjegyzések |
| ---- | ------------------------------------------------ | ---------------- | ---------------------------- | --- |
| 1.   | Izland                                           | 2006. 06.08.     | 2006. 09.26.                 | Az első elismerő állam. A NATO tagja. Az Európai Unió tagjelöltje.                                                  |
| 2.   | Svájc                                            | 2006. 06.09.     | 2006. 07.05.                 | |
| 3.   | Bissau-Guinea                                    | 2006. 06.09.     | 2006. 06.29.                 | Az Afrikai Unió tagja. Az OIC tagja.                                                                                |
| 4.   | Oroszország                                      | 2006. 06.10.     | 2006. 06.26.                 | Az ENSZ Biztonsági Tanácsának állandó tagja. Az OIC megfigyelő státuszú tagja.                                      |
| 5.   | Bulgária                                         | 2006. 06.12.     | 2006. 08.02.                 | A NATO tagja. Az Európai Unió tagja.                                                                                |
| 6.   | Horvátország                                     | 2006. 06.12.     | 2006. 07.07.                 | A NATO tagja. Az Európai Unió tagja.                                                                                |
| 7.   | Észak-Macedónia                                  | 2006. 06.12.     | 2006. 06.14.                 | A NATO tagja. Az Európai Unió tagjelöltje.                                                                          |
| 8.   | Észtország                                       | 2006. 06.12.     | 2006. 06.13.                 | A NATO tagja. Az Európai Unió tagja.                                                                                |
| 9.   | Lettország                                       | 2006. 06.12.     | 2006. 06.19.                 | A NATO tagja. Az Európai Unió tagja.                                                                                |
| 10.  | Ausztria                                         | 2006. 06.12.     | 2006. 07.12.                 | Az Európai Unió tagja.                                                                                              |
| 11.  | Törökország                                      | 2006. 06.12.     | 2006. 07.03.                 | A NATO tagja. Az Európai Unió tagjelöltje.                                                                          |
| 12.  | Málta                                            | 2006. 06.12.     | 2006. 07.19.                 | Az Európai Unió tagja. A Nemzetközösség tagja.                                                                      |
| 13.  | Magyarország                                     | 2006. 06.12.     | 2006. 06.14.                 | A NATO tagja. Az Európai Unió tagja.                                                                                |
| 14.  | Csehország                                       | 2006. 06.12.     | 2006. 06.15.                 | A NATO tagja. Az Európai Unió tagja.                                                                                |
| 15.  | Amerikai Egyesült Államok                        | 2006. 06.12.     | 2006. 08.07.                 | Az ENSZ Biztonsági Tanácsának állandó tagja. A NATO tagja. A Csendes-óceáni Közösség tagja.                         |
| 16.  | Egyesült Királyság                               | 2006. 06.13.     | 2006. 06.13.                 | Az ENSZ Biztonsági Tanácsának állandó tagja. A NATO tagja. A Nemzetközösség tagja. A Csendes-óceáni Közösség tagja. |
| 17.  | Kanada                                           | 2006. 06.13.     | 2006. 09.05.                 | A NATO tagja. A Nemzetközösség tagja.                                                                               |
| 18.  | Románia                                          | 2006. 06.13.     | 2006. 08.09.                 | A NATO tagja. Az Európai Unió tagja.                                                                                |
| 19.  | Szlovákia                                        | 2006. 06.13.     | 2006. 07.25.                 | A NATO tagja. Az Európai Unió tagja.                                                                                |
| 20.  | Görögország                                      | 2006. 06.13.     | 2006. 12.18.                 | A NATO tagja. Az Európai Unió tagja.                                                                                |
| 21.  | Luxemburg                                        | 2006. 06.13.     | 2006. 09.21.                 | A NATO tagja. Az Európai Unió tagja.                                                                                |
| 22.  | Franciaország                                    | 2006. 06.13.     | 2006. 06.13.                 | Az ENSZ Biztonsági Tanácsának állandó tagja. A NATO tagja. Az Európai Unió tagja. A Csendes-óceáni Közösség tagja.  |
| 23.  | Izrael                                           | 2006. 06.13.     | 2006. 07.12.                 | |
| 24.  | Szingapúr                                        | 2006. 06.14.     | 2006. 06.30.                 | A Nemzetközösség tagja.                                                                                             |
| 25.  | Svédország                                       | 2006. 06.14.     | 2006. 06.26.                 | A NATO tagjelöltje. Az Európai Unió tagja.                                                                          |
| 26.  | Kína                                             | 2006. 06.14.     | 2006. 07.06.                 | Az ENSZ Biztonsági Tanácsának állandó tagja.                                                                        |
| 27.  | Olaszország                                      | 2006. 06.14.     | 2006. 06.14.                 | A NATO tagja. Az Európai Unió tagja.                                                                                |
| 28.  | Örményország                                     | 2006. 06.14.     | 2006. 11.07.                 | |
| 29.  | Németország                                      | 2006. 06.14.     | 2006. 06.14.                 | A NATO tagja. Az Európai Unió tagja.                                                                                |
| 30.  | Brazília                                         | 2006. 06.14.     | 2006. 10.20.                 | Az Arab Liga megfigyelő státuszú tagja.                                                                             |
| 31.  | Dánia                                            | 2006. 06.15.     | 2006. 06.15.                 | A NATO tagja. Az Európai Unió tagja.                                                                                |
| 32.  | Szerbia                                          | 2006. 06.15.     | 2006. 06.22.                 | Az Európai Unió tagjelöltje.                                                                                        |
| 33.  | Japán                                            | 2006. 06.16.     | 2006. 07.24.                 | |
| 34.  | Norvégia                                         | 2006. 06.16.     | 2006. 06.21.                 | A NATO tagja. |
| 35.  | Spanyolország                                    | 2006. 06.16.     | 2006. 12.22.                 | A NATO tagja. Az Európai Unió tagja.                                                                                |
| 36.  | Ciprus                                           | 2006. 06.16.     | 2007. 03.12.                 | Az Európai Unió tagja. A Nemzetközösség tagja.                                                                      |
| 37.  | Hollandia                                        | 2006. 06.16.     | 2006. 09.08.                 | A NATO tagja. Az Európai Unió tagja.                                                                                |
| 38.  | Andorra                                          | 2006. 06.16.     | 2006. 07.28.                 | |
| 39.  | Bahrein                                          | 2006. 06.18.     | 2009. 09.25.                 | Az OIC tagja. Az Arab Liga tagja.                                                                                   |
| 40.  | Mexikó                                           | 2006. 06.19.     | 2007. 06.05.                 | |
| 41.  | Portugália                                       | 2006. 06.19.     | 2007. 05.17.                 | A NATO tagja. Az Európai Unió tagja.                                                                                |
| 42.  | Ukrajna                                          | 2006. 06.19.     | 2006. 08.22.                 | Az Európai Unió tagjelöltje.                                                                                        |
| 43.  | Kongói Demokratikus Köztársaság                  | 2006. 06.19.     | 2010. 09.22.                 | Az Afrikai Unió tagja.                                                                                              |
| 44.  | Algéria                                          | 2006. 06.20.     | 2007. 09.24.                 | Az Afrikai Unió tagja. Az OIC tagja. Az Arab Liga tagja.                                                            |
| 45.  | Szlovénia                                        | 2006. 06.20.     | 2006. 06.21.                 | A NATO tagja. Az Európai Unió tagja.                                                                                |
| 46.  | Írország                                         | 2006. 06.20.     | 2006. 06.20.                 | Az Európai Unió tagja.                                                                                              |
| 47.  | Tádzsikisztán                                    | 2006. 06.20.     | 2006. 08.23.                 | |
| 48.  | Lengyelország                                    | 2006. 06.20.     | 2006. 08.14.                 | A NATO tagja. Az Európai Unió tagja.                                                                                |
| 49.  | Bosznia-Hercegovina                              | 2006. 06.21.     | 2006. 09.14.                 | A NATO tagjelöltje. Az Európai Unió tagjelöltje. Az OIC megfigyelő státuszú tagja.                                  |
| 50.  | Dél-Korea                                        | 2006. 06.21.     | 2006. 09.04.                 | |
| 51.  | Liechtenstein                                    | 2006. 06.21.     | 2007. 03.26.                 | |
| 52.  | Moldova                                          | 2006. 06.21.     | 2007. 03.09.                 | Az Európai Unió tagjelöltje.                                                                                        |
| 53.  | Fehéroroszország                                 | 2006. 06.21.     | 2006. 08.08.                 | |
| 54.  | Észak-Korea                                      | 2006. 06.21.     | 2007. 08.16.                 | |
| 55.  | Litvánia                                         | 2006. 06.22.     | 2006. 07.18.                 | A NATO tagja. Az Európai Unió tagja.                                                                                |
| 56.  | Líbia                                            | 2006. 06.22.     | 2011. 02.09.                 | Az Afrikai Unió tagja. Az OIC tagja. Az Arab Liga tagja.                                                            |
| 57.  | Belgium                                          | 2006. 06.23.     | 2006. 07.25.                 | A NATO tagja. Az Európai Unió tagja.                                                                                |
| 58.  | Argentína                                        | 2006. 06.23.     | 2006. 09.13.                 | |
| 59.  | San Marino                                       | 2006. 06.23.     | 2007. 03.29.                 | |
| 60.  | Ausztrália                                       | 2006. 06.27.     | 2006. 09.01.                 | A Nemzetközösség tagja. A Csendes-óceáni Fórum tagja. A Csendes-óceáni Közösség tagja.                              |
| 61.  | Chile                                            | 2006. 06.27.     | 2006. 07.24.                 | |
| 62.  | Vietnám                                          | 2006. 06.28.     | 2006. 08.04.                 | |
| 63.  | Szamoa                                           | 2006. 06.28.     | 2011. 01.28.                 | A Nemzetközösség tagja. A Csendes-óceáni Fórum tagja. A Csendes-óceáni Közösség tagja.                              |
| 64.  | Finnország                                       | 2006. 06.29.     | 2006. 07.12.                 | A NATO tagjelöltje. Az Európai Unió tagja.                                                                          |
| 65.  | Kambodzsa                                        | 2006. 06.29.     | 2009. 10.12.                 | |
| 66.  | Marokkó                                          | 2006. 06.30.     | 2009. 09.08.                 | |
| 67.  | Pakisztán                                        | 2006. 06.30.     | 2006. 10.23.                 | A Nemzetközösség tagja. Az OIC tagja.                                                                               |
| 68.  | Peru                                             | 2006. 07.03.     | 2006. 09.12.                 | |
| 69.  | Kuba                                             | 2006. 07.05.     | 2006. 10.20.                 | |
| 70.  | Dél-afrikai Köztársaság                          | 2006. 07.06.     | 2006. 10.11.                 | Az Afrikai Unió tagja. A Nemzetközösség tagja.                                                                      |
| 71.  | Irán                                             | 2006. 07.07.     | 2006. 07.28.                 | Az OIC tagja. |
| 72.  | Albánia                                          | 2006. 07.12.     | 2006. 08.01.                 | Az OIC tagja. |
| 73.  | Seychelle-szigetek                               | 2006. 07.13.     | 2010. 05.19.                 | Az Afrikai Unió tagja. A Nemzetközösség tagja.                                                                      |
| 74.  | Új-Zéland                                        | 2006. 07.17.     | 2006. 07.17.                 | A Nemzetközösség tagja. A Csendes-óceáni Fórum tagja. A Csendes-óceáni Közösség tagja.                              |
| 75.  | Tunézia                                          | 2006. 07.20.     | 2007. 03.07.                 | Az Afrikai Unió tagja. Az OIC tagja. Az Arab Liga tagja.                                                            |
| 76.  | Szudán                                           | 2006. 07.20.     | 2006. 10.31.                 | Az Afrikai Unió tagja. Az OIC tagja. Az Arab Liga tagja.                                                            |
| 77.  | Indonézia                                        | 2006. 07.24.     | 2011. 09.21                  | Az OIC tagja. |
| 78.  | Azerbajdzsán                                     | 2006. 07.24.     | 2008. 04.24.                 | Az OIC tagja. |
| 79.  | Kazahsztán                                       | 2006. 07.25.     | 2007. 01.16.                 | Az OIC tagja. |
| 80.  | Türkmenisztán                                    | 2006. 07.25.     | 2008. 11.26.                 | Az OIC tagja. |
| 81.  | Malajzia                                         | 2006. 07.25.     | 2006. 08.17.                 | Az OIC tagja. A Nemzetközösség tagja.                                                                               |
| 82.  | India                                            | 2006. 08.02.     | 2006. 08.02.                 | A Nemzetközösség tagja. Az Arab Liga megfigyelő státuszú tagja.                                                     |
| 83.  | Laosz                                            | 2006. 08.10.     | 2010. 02.04.                 | |
| 84.  | Afganisztán                                      | 2006. 08.10.     | 2010. 09.21.                 | Az OIC tagja. |
| 85.  | Thaiföld                                         | 2006. 08.16.     | 2007. 07.06.                 | Az OIC megfigyelő státuszú tagja.                                                                                   |
| 86.  | Brunei                                           | 2006. 08.19.     | 2010. 01.19.                 | Az OIC tagja. A Nemzetközösség tagja.                                                                               |
| 87.  | Irak                                             | 2006. 08.23.     | 2010. 12.29.                 | Az OIC tagja. Az Arab Liga tagja.                                                                                   |
| 88.  | Szíria                                           | 2006. 08.23.     | 2008. 10.30.                 | Az OIC tagja. Az Arab Liga tagja.                                                                                   |
| 89.  | Panama                                           | 2006. 08.25.     | 2008. 05.09.                 | |
| 90.  | Suriname                                         | 2006. 09.01.     | 2010. 05.14.                 | Az OIC tagja. A Karib-tengeri Közösség tagja.                                                                       |
| 91.  | Katar                                            | 2006. 09.26.     | 2006. 11.16.                 | Az OIC tagja. Az Arab Liga tagja.                                                                                   |
| 92.  | Guatemala                                        | 2006. 09.27.     | 2006. 09.27.                 | |
| 93.  | Egyiptom                                         | 2006. 09.27.     | 2006. 09.27.                 | Az Afrikai Unió tagja. Az OIC tagja. Az Arab Liga tagja.                                                            |
| 94.  | Guinea                                           | 2006. 10.04.     | 2006. 11.17.                 | Az Afrikai Unió tagja. Az OIC tagja.                                                                                |
| 95.  | Omán                                             | 2006. 10.06.     | 2007. 04.11.                 | Az OIC tagja. Az Arab Liga tagja.                                                                                   |
| 96.  | Mianmar                                          | 2006. 10.10.     | 2006. 11.27.                 | |
| 97.  | Mongólia                                         | 2006. 11.30.     | 2006. 11.30.                 | |
| 98.  | Üzbegisztán                                      | 2006. 12.19.     | 2006. 12.19.                 | Az OIC tagja. |
| 99.  | Banglades                                        | 2007. 03.02.     | 2007. 03.02.                 | Az OIC tagja. |
| 100. | Costa Rica                                       | 2007. 05.24.     | 2007. 05.24.                 | |
| 101. | Paraguay                                         | 2007. 06.05.     | 2007. 06.05.                 | |
| 102. | Namíbia                                          | 2007. 09.06.     | 2007. 11.16.                 | Az Afrikai Unió tagja. A Nemzetközösség tagja.                                                                      |
| 103. | Monaco                                           | 2007. 10.17.     | 2007. 10.17.                 | |
| 104. | Grúzia                                           | 2007. 10.29.     | 2007. 10.29.                 | |
| 105. | Eritrea                                          | 2008. 03.18.     | 2008. 03.18.                 | Az Afrikai Unió tagja. Az Arab Liga megfigyelő státuszú tagja.                                                      |
| 106. | Egyesült Arab Emírségek                          | 2008. 04.04.     | 2008. 04.04.                 | Az OIC tagja. Az Arab Liga tagja.                                                                                   |
| 107. | Uruguay                                          | 2008. 12.01.     | 2009. 02.25.                 | |
| 108. | Libanon                                          | 2008. 12.04.     | 2008. 12.04.                 | Az OIC tagja. Az Arab Liga tagja.                                                                                   |
| 109. | Dominikai Köztársaság                            | 2009. 03.10.     | 2009. 03.10.                 | |
| 110. | Kirgizisztán                                     | 2009. 06.24.     | 2009. 06.24.                 | Az OIC tagja. |
| 111. | Togo                                             | 2009. 09.10.     | 2012. 12.22.                 | Az Afrikai Unió tagja. Az OIC tagja.                                                                                |
| 112. | Ecuador                                          | 2009. 09.26.     | 2009. 09.26.                 | |
| 113. | Fülöp-szigetek                                   | 2009. 09.26.     | 2009. 09.26.                 | |
| 114. | Nicaragua                                        | 2009. 09.26.     | 2009. 09.26.                 | |
| 115. | Kolumbia                                         | 2009. 09.30.     | 2011. 08.12.                 | |
| 116. | Maldív-szigetek                                  | 2009. 10.11.     | 2009. 11.26.                 | Az OIC tagja. A Nemzetközösség tagja.                                                                               |
| 117. | Mozambik                                         | 2009. 11.17.     | 2010. 05.27.                 | Az Afrikai Unió tagja. A Nemzetközösség tagja. Az OIC tagja.                                                        |
| 118. | Angola                                           | 2009. 12.21.     | 2009. 12.21.                 | Az Afrikai Unió tagja.                                                                                              |
| 119. | Mauritánia                                       | 2009. 12.21.     | 2009. 12.21.                 | Az Afrikai Unió tagja. Az OIC tagja. Az Arab Liga tagja.                                                            |
| 120. | Jordánia                                         | 2010. 05.19.     | 2010. 05.19.                 | Az OIC tagja. Az Arab Liga tagja.                                                                                   |
| 121. | Fidzsi-szigetek                                  | 2010. 06.15.     | 2010. 06.15.                 | A Nemzetközösség tagja. A Csendes-óceáni Fórum tagja. A Csendes-óceáni Közösség tagja.                              |
| 122. | Zambia                                           | 2010. 06.29.     | 2010. 06.29.                 | Az Afrikai Unió tagja. A Nemzetközösség tagja.                                                                      |
| 123. | [[Fájl:\|22x20px\|keret \|alt=\|link=]] Honduras | 2010. 07.08.     | 2010. 07.08.                 | |
| 124. | Botswana                                         | 2010. 07.16.     | 2010. 07.16.                 | Az Afrikai Unió tagja. A Nemzetközösség tagja.                                                                      |
| 125. | Kuvait                                           | 2010. 07.27.     | 2010. 07.27.                 | Az OIC tagja. Az Arab Liga tagja.                                                                                   |
| 126. | Szenegál                                         | 2010. 09.22.     | 2010. 09.22.                 | Az Afrikai Unió tagja. Az OIC tagja.                                                                                |
| 127. | Saint Lucia                                      | 2010. 09.25.     | 2010. 09.25.                 | A Nemzetközösség tagja. A Karib-tengeri Közösség tagja.                                                             |
| 128. | Kelet-Timor                                      | 2010. 09.25.     | 2010. 09.25.                 | A Csendes-óceáni Fórum megfigyelő státuszú tagja.                                                                   |
| 129. | Bolívia                                          | 2010. 10.18.     | 2010. 10.18.                 | |
| 130. | Saint Vincent és a Grenadine-szigetek            | 2010. 11.08.     | 2010. 11.08.                 | A Nemzetközösség tagja. A Karib-tengeri Közösség tagja.                                                             |
| 131. | Jamaica                                          | 2010. 11.12.     | 2010. 11.12.                 | A Nemzetközösség tagja. A Karib-tengeri Közösség tagja.                                                             |
| 132. | Zimbabwe                                         | 2010. 11.22.     | 2010. 11.22.                 | Az Afrikai Unió tagja.                                                                                              |
| 133. | Zöld-foki Köztársaság                            | 2010. 12.17.     | 2010. 12.17.                 | Az Afrikai Unió tagja.                                                                                              |
| 134. | Salamon-szigetek                                 | 2010. 12.23.     | 2010. 12.23.                 | A Nemzetközösség tagja. A Csendes-óceáni Fórum tagja. A Csendes-óceáni Közösség tagja.                              |
| 135. | Nauru                                            | 2011. 01.25.     | 2011. 01.25.                 | A Nemzetközösség tagja. A Csendes-óceáni Fórum tagja. A Csendes-óceáni Közösség tagja.                              |
| 136. | Kongói Köztársaság                               | 2011. 02.01.     | 2011. 02.01.                 | Az Afrikai Unió tagja.                                                                                              |
| 137. | Comore-szigetek                                  | 2011. 02.09.     | 2011. 02.09.                 | Az Afrikai Unió tagja. Az OIC tagja.                                                                                |
| 138. | Dominikai Közösség                               | 2011. 02.25.     | 2011. 02.25.                 | A Nemzetközösség tagja. A Karib-tengeri Közösség tagja.                                                             |
| 139. | Srí Lanka                                        | 2011. 04.04.     | 2011. 04.04.                 | A Nemzetközösség tagja.                                                                                             |
| 140. | Antigua és Barbuda                               | 2011. 04.11.     | 2011. 04.11.                 | A Nemzetközösség tagja. A Karib-tengeri Közösség tagja.                                                             |
| 141. | Trinidad és Tobago                               | 2011. 04.15.     | 2011. 04.15.                 | A Nemzetközösség tagja. A Karib-tengeri Közösség tagja.                                                             |
| 142. | Tuvalu                                           | 2011. 05.04.     | 2011. 05.04.                 | A Nemzetközösség tagja. A Csendes-óceáni Fórum tagja. A Csendes-óceáni Közösség tagja.                              |
| 143. | Etiópia                                          | 2011. 06.10.     | 2011. 06.10.                 | Az Afrikai Unió tagja.                                                                                              |
| 144. | Uganda                                           | 2011. 07.14.     | 2011. 07.14.                 | Az Afrikai Unió tagja. A Nemzetközösség tagja.                                                                      |
| 145. | Nepál                                            | 2011. 07.18.     | 2011. 07.18.                 | |
| 146. | Benin                                            | 2011. 09.15.     | 2011. 09.15.                 | Az Afrikai Unió tagja. Az OIC tagja.                                                                                |
| 147. | Szaúd-Arábia                                     | 2011. 09.16.     | 2011. 09.16.                 | Az OIC tagja. Az Arab Liga tagja.                                                                                   |
| 148. | Malawi                                           | 2011. 09.16.     | 2011. 09.16.                 | Az Afrikai Unió tagja. A Nemzetközösség tagja.                                                                      |
| 149. | Guyana                                           | 2011. 09.19.     | 2011. 09.19.                 | Az OIC tagja. A Nemzetközösség tagja. A Karib-tengeri Közösség tagja.                                               |
| 150. | Kenya                                            | 2011. 10.06.     | 2011. 10.06.                 | Az Afrikai Unió tagja. A Nemzetközösség tagja.                                                                      |
| 151. | Dzsibuti                                         | 2011. 10.06.     | 2011. 10.06.                 | Az Afrikai Unió tagja. Az OIC tagja. Az Arab Liga tagja.                                                            |
| 152. | Dél-Szudán                                       | 2011. 11.21.     | 2011. 11.21.                 | Az Afrikai Unió tagja.                                                                                              |
| 153. | Burkina Faso                                     | 2011. 12.20.     | 2011. 12.20.                 | Az Afrikai Unió tagja. Az OIC tagja.                                                                                |
| 154. | Mali                                             | 2012. 04.10.     | 2012. 04.10.                 | Az Afrikai Unió tagja. Az OIC tagja.                                                                                |
| 155. | Gambia                                           | 2012. 08.16.     | 2012. 08.16.                 | Az Afrikai Unió tagja. Az OIC tagja. A Nemzetközösség tagja.                                                        |
| 156. | Burundi                                          | 2012. 08.17.     | 2012. 08.17.                 | Az Afrikai Unió tagja.                                                                                              |
| 157. | Ghána                                            | 2012. 09.20.     | 2012. 09.20.                 | Az Afrikai Unió tagja. A Nemzetközösség tagja.                                                                      |
| 158. | Mauritius                                        | 2012. 09.27.     | 2012. 09.27.                 | Az Afrikai Unió tagja. A Nemzetközösség tagja.                                                                      |
| 159. | Haiti                                            | 2012. 10.17.     | 2012. 10.17.                 | A Karib-tengeri Közösség tagja.                                                                                     |
| 160. | Saint Kitts és Nevis                             | 2012. 10.19.     | 2012. 10.19.                 | A Nemzetközösség tagja. A Karib-tengeri Közösség tagja.                                                             |
| 161. | Gabon                                            | 2012. 11.12.     | 2012. 11.12.                 | Az Afrikai Unió tagja. Az OIC tagja.                                                                                |
| 162. | Szváziföld                                       | 2013. 02.28.     | 2013. 02.28.                 | Az Afrikai Unió tagja. A Nemzetközösség tagja.                                                                      |
| 163. | Ruanda                                           | 2013. 04.12.     | 2013. 04.12.                 | Az Afrikai Unió tagja. A Nemzetközösség tagja.                                                                      |
| 164. | Mikronézia                                       | 2013. 09.10.     | 2013. 09.11.                 | A Csendes-óceáni Fórum tagja. A Csendes-óceáni Közösség tagja.                                                      |
| 165. | Lesotho                                          | 2013. 09.23.     | 2013. 09.23.                 | Az Afrikai Unió tagja. A Nemzetközösség tagja.                                                                      |
| 166. | Palau                                            | 2013. 09.25.     | 2013. 09.25.                 | A Csendes-óceáni Fórum tagja. A Csendes-óceáni Közösség tagja.                                                      |
| 167. | Vanuatu                                          | 2013. 09.26.     | 2013. 09.26.                 | A Csendes-óceáni Fórum tagja. A Csendes-óceáni Közösség tagja. A Nemzetközösség tagja.                              |
| 168. | Salvador                                         | 2013. 09.27.     | 2013. 09.27.                 | |
| 169. | Jemen                                            | 2013. 09.28.     | 2013. 09.28.                 | Az OIC tagja. Az Arab Liga tagja.                                                                                   |
| 170. | Kiribati                                         | 2014. 01.17.     | 2014. 01.17.                 | A Csendes-óceáni Fórum tagja. A Csendes-óceáni Közösség tagja. A Nemzetközösség tagja.                              |
| 171. | Grenada                                          | 2014. 03.17.     | 2014. 03.17.                 | A Nemzetközösség tagja. A Karib-tengeri Közösség tagja.                                                             |
| 172. | Libéria                                          | 2014. 04.07.     | 2014. 04.07.                 | Az Afrikai Unió tagja.                                                                                              |
| 173. | Venezuela                                        | 2014. 09.04.     | 2014. 09.04.                 | |
| 174. | Niger                                            | 2014. 09.15.     | 2014. 09.15.                 | Az Afrikai Unió tagja. Az OIC tagja.                                                                                |
| 175. | Sierra Leone                                     | 2014. 10.08.     | 2014. 10.08.                 | Az Afrikai Unió tagja. A Nemzetközösség tagja. Az OIC tagja.                                                        |
| 176. | Elefántcsontpart                                 | 2014. 10.29.     | 2014. 10.29.                 | Az Afrikai Unió tagja. Az OIC tagja.                                                                                |
| 177. | Csád                                             | 2015. 03.20.     | 2015. 03.20.                 | Az Afrikai Unió tagja. Az OIC tagja.                                                                                |
| 178. | Közép-afrikai Köztársaság                        | 2015. 04.02.     | 2015. 04.02.                 | Az Afrikai Unió tagja. Az OIC megfigyelő státuszú tagja.                                                            |
| 179. | Bahama-szigetek                                  | 2017. 09.06.     | 2017. 09.06.                 | A Nemzetközösség tagja. A Karib-tengeri Közösség tagja.                                                             |
| 180. | Belize                                           | 2017. 09.06.     | 2017. 09.06.                 | A Nemzetközösség tagja. A Karib-tengeri Közösség tagja.                                                             |
| 181. | Barbados                                         | 2020. 02.19.     | 2020. 02.19.                 | A Nemzetközösség tagja. A Karib-tengeri Közösség tagja.                                                             |

### Nem ENSZ tagállam országok (4)
|    | Állam            | Elismerés dátuma | Diplomáciai kapcsolatok dátuma | Megjegyzések                      |  |
| -- | ---------------- | ---------------- | ------------------------------ | --------------------------------- |  |
| 1. | Vatikán          | 2006. 06.19.     | 2006. 12.16.                   |                                   |  |
| 2. | Máltai lovagrend | 2006. 06.30.     | 2006. 09.05.                   |                                   |  |
| 3. | Palesztina       | 2006. 07.24.     | 2006. 08.01.                   | Az OIC tagja.                     |  |
| 4. | Koszovó          | 2008. 10.09.     | 2010. 01.15.                   | Az OIC megfigyelő státuszú tagja. |  |

## Montenegróval diplomáciai kapcsolatban nem álló országok (20)

### ENSZ-tagállam országok (12)
Montenegró nem áll diplomáciai kapcsolatban a következő országokkal (még nem ismerték el a függetlenséget):
- Nigéria,  Kamerun,  Egyenlítői-Guinea,  São Tomé és Príncipe,  Szomália,  Tanzánia,  Madagaszkár
- Bhután
- Marshall-szigetek,  Pápua Új-Guinea,  Tonga

### Nem ENSZ-tagállam országok (9)
- Niue,  Cook-szigetek
- Abházia,  Észak-Ciprus,  Dél-Oszétia,  Nyugat-Szahara,  Szomáliföld,  Kínai Köztársaság,  Dnyeszter Menti Köztársaság

## Nemzetközi szervezetek
| Szervezet              | |
| ---------------------- | --- |
| ENSZ                   | Montenegró 2006. június 28-án csatlakozott az ENSZ-hez. Mindazonáltal nem valamennyi ENSZ tagállam ország ismerte el a függetlenséget azonnal, jelenleg még 14 ENSZ tagállam nem ismerte el hivatalosan a függetlenséget és nem lépett diplomáciai kapcsolatba az országgal. Tagállamok (181 / 192) Megfigyelők (3 / 3) |
| EU                     | A függetlenség kikiáltását követően az EU tagállamainak zöme néhány napon belül hivatalosan is elismerte a függetlenséget. Mind a 28 tagállam elismerte már az új államot, utolsóként Finnország is 2006. június 29-én. Tagállamok (27 / 27) Tagjelöltek (7 / 7) |
| NATO                   | Montenegró 2017. június 5-én csatlakozott a NATO-hoz. A katonai szervezet hivatalosan nem fogalmazott meg álláspontot Montenegró elismerésével kapcsolatban, de valamennyi tagállama hivatalosan is elismerte az országok és diplomáciai kapcsolatot is létesített vele. Montenegrónak – csakúgy, mint Szerbiának és Bosznia és Hercegovinának is – békepartnerséget ajánlott a NATO 2007-ben. Az ország 2017 június 5.-én a NATO teljes jogú tagállamává vált. Tagállamok (29 / 29) Tagjelöltek (5 / 5) |
| Afrikai Unió           | Az Afrikai Unió nem alakított ki egységes álláspontot az elismerés kérdésében, az egyes tagállamok maguk döntenek a kapcsolatfelvétel mellett. Tagállamok (46 / 53) |
| Arab Liga              | Az Arab Liga nem alakított ki egységes álláspontot az elismerés kérdésében, az egyes tagállamok maguk döntenek a kapcsolatfelvétel mellett. Tagállamok (21 / 22) Megfigyelők (4 / 4) |
| OIC                    | Iszlám Konferencia Szervezete nem alakított ki egységes álláspontot az elismerés kérdésében, az egyes tagállamok maguk döntenek a kapcsolatfelvétel mellett. Tagállamok (54 / 57) Megfigyelők (5 / 6) |
| Karib-tengeri Közösség | A Karib-tengeri Közösség nem alakított ki egységes álláspontot az elismerés kérdésében, az egyes tagállamok maguk döntenek a kapcsolatfelvétel mellett. Tagállamok (15 / 15) |

## Fordítás
- Ez a szócikk részben vagy egészben  a   Foreign relations of Montenegro című angol Wikipédia-szócikk fordításán alapul.  Az eredeti cikk szerkesztőit annak laptörténete sorolja fel. Ez a jelzés csupán a megfogalmazás eredetét és a szerzői jogokat jelzi, nem szolgál a cikkben szereplő információk forrásmegjelöléseként.